# Les Rêves de la luciole
 (janvier 2024).
Pour plus de détails, voir Fiche technique et Distribution.
Les Rêves de la luciole (いちばん美しい夏, Ichiban utsukushî natsu (Le plus bel été)), est un film japonais réalisé par John Williams, sorti en 2001.
Le titre anglais Firefly dreams est le plus communément utilisé. Un film sur le passage d'une adolescente à l'âge adulte et l'amitié entre deux générations.

## Synopsis
En pleine crise d'adolescence, Naomi, 17 ans et qui habite dans la ville de Nagoya, est confrontée à la séparation de ses parents. Peu encline à continuer ses études, la jeune fille est envoyée par son père à la campagne pour un job d'été, chez une tante qui tient une auberge pour retraités. Le contraste est trop violent pour Naomi. Portant peu d'enthousiasme à son travail, la tante demande à sa nièce d'aller s'occuper d'une vielle dame, Mme Koide, une parente qui vit seule dans sa maison et qui perd un peu la tête. Naomi s'ennuie et fait le chemin à contrecœur sur son vélo, souvent agacée par sa cousine, Yumi, handicapée mentale, qui la suit partout où elle va. Après un premier amour et une peine de cœur, Naomi apprend en même temps le suicide de son père. Ces deux chocs simultanés la font grandir et appréhender différemment le monde qui l'entoure. Naomi découvre que la vielle dame dont elle s'occupe, était une actrice de cinéma d'avant guerre. Après de longues semaines d'indifférence, Naomi se lie d'une amitié sincère avec elle.

## Fiche technique
Sauf indication contraire, les informations mentionnées dans cette section peuvent être confirmées par les bases de données cinématographiques IMDb et TMDB,  présentes dans la section « Liens externes ».
- Titre : Les Rêves de la luciole
- Titre original : いちばん美しい夏 (Ichiban utsukushî natsu?)
- Titre anglais : Firefly dreams
- Titre estonien : Naomi ja vana naine
- Titre allemand : Naomi und die alte Dame
- Titre slovène : Snovi svica
- Réalisation : John Williams
- Scénario : John Williams
- Montage : John Williams
- Production : Kazuaki Kaneda
- Société de production : 100 Meter Films
- Musique : Paul Rowe
- Photographie : Yoshinobu Hayano
- Pays d'origine :  Japon
- Langue : japonais
- Format : couleur — 1,78:1 ― 16:9 — Dolby SR
- Genre : Drame
- Durée : 105 minutes
- Dates de sortie : 
  - Japon : 5 juin 2001[2]
  - États-Unis : 2001 au Hawaii International Film Festival
  - Tchéquie : 9 juillet 2001 au Festival international du film de Karlovy Vary
  - Pays-Bas : 25 janvier 2002 au Festival international du film de Rotterdam
  - Serbie : 5 février 2002 au Festival international du film de Belgrade
  - États-Unis : 26 février 2002 au Cinequest Film & Creativity Festival (en)
  - Belgique : 11 octobre 2002 au Festival du film de Gand

## Distribution
- Maho Ukai (ja) : Naomi
- Tsutomu Niwa (ja) : Masaru
- Yoshie Minami (ja) : madame Koide
- Etsuko Kimata : Yumi
- Haruo Hanahara : le grand-père de Yumi
- Shunsuke Kabeya : Yûji
- Kyoko Kanemoto : la mère de Yumi
- Chie Miyajima : la mère de Naomi
- Atsushi Ono : le père de Naomi
- Ayako Satô : Tomoko
- Sadayasu Yamakawa : le père de Yumi

## Récompenses
- Prix du meilleur film au Festival International du Film d'Hawaii (2001)
- Prix Lino Brocka au Cinemanila International Film Festival (en)